# Cleonymia korbi
Cleonymia korbi är en fjärilsart som beskrevs av Otto Staudinger 1894. Cleonymia korbi ingår i släktet Cleonymia och familjen nattflyn. Inga underarter finns listade i Catalogue of Life.